# Time & Space
Time & Space (englisch Zeit & Raum) ist das zweite Studioalbum der US-amerikanischen Hardcore-Band Turnstile, das im Februar 2018 erschien.

## Entstehung und Veröffentlichung
Die Erstveröffentlichung von Time & Space erfolgte am 23. Februar 2018 bei Roadrunner Records. Das Album erschien in seiner Originalausgabe als CD (Katalognummer: RR7442-2) und LP (Katalognummer: 1686174381) sowie zum Download und Streaming mit 13 Titeln.
Geschrieben wurden die Lieder alle gemeinsam von den Turnstile-Mitgliedern Daniel Fang, Franz Lyons, Pat McCrory und Brendan Yates. Aufgenommen und produziert wurde das Album alleine von Will Yip in dessen Tonstudio Studio 4 in Conshohocken (Pennsylvania, USA). Beim Lied Right to Be wirkte der Musiker und DJ Diplo als weiterer Produzent mit. Weitere Gastmusiker waren der Gitarrist Arthur Rizk, der Pianist Luke O’Reilly sowie die Sänger Justice Tripp, Tanikka Meyer, Christina Halliday und Jeff Caffey. Gemischt wurde Time & Space von Vince Ratti, während Ryan Smith das Mastering übernahm.
Um das Album zu bewerben, erschienen Musikvideos zu den Liedern Real Thing, Moon, Bomb / I Don’t Wanna Be Blind und Disco / Time + Space veröffentlicht.

## Inhalt und Stil
Laut Sänger Yates waren Turnstile bei der Arbeit an ihrem zweiten Album darauf fokussiert, zu erhalten, was die Band sei, während sie gleichzeitig in der Lage sein will, die Definition zu erweitern, was jemand über die Band sagen könnte. Hardcore wäre immer ein großer Einfluss, der größte Einfluss wäre aber das gesamte Spektrum der Musik. In seinen Texten reflektiert Yates seine Beziehungen und Umgebungen, die beide durch die vielen Tourneen, die die Band spielt, beeinflusst werden. Es geht mehr um seine eigene Zeit und den relativen Raum, den er den Dingen, mit denen er sich umgibt.

## Titelliste
1. Real Thing – 1:56
2. Big Smile – 1:29
3. Generator – 3:14
4. Bomb – 0:24
5. I Don’t Wanna Be Blind – 2:04
6. High Pressure – 1:56
7. (Lost Another) Piece of My World – 1:51
8. Can’t Get Away – 3:02
9. Moon – 1:53
10. Come Back for More / H.O.Y. – 2:55
11. Right to Be – 2:05
12. Disco – 0:46
13. Time + Space – 1:40

## Rezensionen
Jan Schwarzkamp vom Magain Visions bezeichnete Time & Space als „undogmatische, verspielte Wundertüte von einer Hardcore-Platte“ und als „Zeugnis einer Band, die jetzt zum großen Sprung ausholen kann“. Er vergab zehn von zwölf Punkten. Will Richards vom Onlinemagazin DIY schrieb, dass das Album „an jeder Kurve Erwartungen trotzt“ und „Stile perfekt miteinander verschmilzt“. Time & Space sorge dafür, dass Turnstile die „erfinderischste und vorausschauendste Band“ im Hardcore wäre. Sam Lefebvre vom Onlinemagazin Pitchfork kritisierte das „zögerliche und unfokussierte Experimentieren“ und beschrieb das Album als „Nostalgie“ und „verkleideten Konservatismus“. Er vergab 5,4 von zehn Punkten.

## Chartplatzierungen
| ChartsChartplatzierungen | Höchstplatzierung | Wochen |
| ------------------------ | ----------------- | ------ |
| Deutschland (GfK)        | 89 (1 Wo.)        | 1      |